# 埃尔瓦 (意大利)
埃尔瓦（義大利語：Elva），是意大利库内奥省的一个市镇。总面积26平方公里，人口105人，人口密度4.0人/平方公里（2009年）。ISTAT代码为004083。